# کروزون
کروزون (به فرانسوی: Crozon) یک کمون (فرانسه) در فرانسه است که در فینیستر واقع شده‌است. کروزون ۸۰٫۳۷ کیلومتر مربع مساحت دارد ۸۵ متر بالاتر از سطح دریا واقع شده‌است.

## خواهرخوانده
شهر اسلایگو خواهرخواندهٔ کروزون هست.